# 2020-as Le Mans-i 24 órás verseny

A 2020-as volt a Le Mans-i 24 órás autóverseny 88. kiírása. Eredetileg júniusban került volna megrendezésre, de a koronavírus-járvány miatt  szeptember 19–20. között tartották meg a versenyt. A futam a 2019-2020-as hosszútávú-világbajnokság 7. fordulója volt.

## Résztvevők

### Automatikus nevezés
| Eredmény                                                         | LMP1                        | LMP2                    | LMGTE Pro             | LMGTE Am       |
| ---------------------------------------------------------------- | --------------------------- | ----------------------- | --------------------- | -------------- |
| 1. helyezett a 2019-es Le Mans-i 24 órás versenyen               | Toyota Gazoo Racing         | Signatech Alpine Matmut | AF Corse              | Team Project 1 |
| 1. helyezett a 2019-es európai Le Mans-szériában (LMP2 és LMGTE) |                             | IDEC Sport              | Luzich Racing         | Luzich Racing  |
| 2. helyezett a 2019-es európai Le Mans-szériában (LMP2 és LMGTE) | G-Drive Racing              | Dempsey-Proton Racing   | Dempsey-Proton Racing |                |
| 1. helyezett a 2019-es európai Le Mans-szériában (LMP3)          | EuroInternational           |                         |                       |                |
| WeatherTech SportsCar-bajnokság                                  | Cameron Cassels             | Richard Heistand        |                       |                |
| 1. helyezett a 2019-es ázsiai Le Mans-szériában (LMP2 és GT)     | G-Drive Racing with Algarve | HubAuto Corsa           | HubAuto Corsa         |                |
| 1. helyezett a 2019-es ázsiai Le Mans-szériában (LMP2 Am)        | Rick Ware Racing            |                         |                       |                |
| 1. helyezett a 2019-es ázsiai Le Mans-szériában (LMP3)           | Nielsen Racing              | – vagy –                | Nielsen Racing        |                |
| 1. helyezett a 2019-es Michelin Le Mans-kupában (GT3)            |                             |                         | Kessel Racing         |                |

### Nevezési lista
| Ikon | Bajnokság                        |
| ---- | -------------------------------- |
| WEC  | WEC                              |
| ELMS | Európai Le Mans-széria           |
| ALMS | Ázsiai Le Mans-széria            |
| WTSC | WeatherTech SportsCar-bajnokság  |
| 24LM | Csak a Le Mans-i 24 órás verseny |

| #                       | Csapat                      | Autó                     | Gumi                | Bajnokság           | Versenyző 1             | Versenyző 2               | Versenyző 3            |
| LMP1 (5 résztvevő))     | LMP1 (5 résztvevő))         | LMP1 (5 résztvevő))      | LMP1 (5 résztvevő)) | LMP1 (5 résztvevő)) | LMP1 (5 résztvevő))     | LMP1 (5 résztvevő))       | LMP1 (5 résztvevő))    |
| ----------------------- | --------------------------- | ------------------------ | ------------------- | ------------------- | ----------------------- | ------------------------- | ---------------------- |
| 1                       | Rebellion Racing            | Rebellion R13-Gibson     | M                   | WEC                 | Gustavo Menezes         | Norman Nato               | Bruno Senna            |
| 3                       | Rebellion Racing            | Rebellion R13-Gibson     | M                   | 24LM                | Nathanaël Berthon       | Louis Delétraz            | Romain Dumas           |
| 4                       | ByKolles Racing Team        | ENSO CLM P1/01-Gibson    | M                   | 24LM                | Tom Dillmann            | Bruno Spengler            | Oliver Webb            |
| 7                       | Toyota Gazoo Racing         | Toyota TS050 Hybrid      | M                   | WEC                 | Mike Conway             | Kobajasi Kamui            | José María López       |
| 8                       | Toyota Gazoo Racing         | Toyota TS050 Hybrid      | M                   | WEC                 | Sébastien Buemi         | Brendon Hartley           | Nakadzsima Kazuki      |
| LMP2 (24 résztvevő)     |                             |                          |                     |                     |                         |                           |                        |
| 11                      | Eurointernational           | Ligier JS P217-Gibson    | M                   | ELMS                | Christophe D'Ansembourg | Erik Maris                | Adrien Tambay          |
| 16                      | G-Drive Racing with Algarve | Aurus 01-Gibson          | G                   | ALMS                | Ryan Cullen             | Oliver Jarvis             | Nick Tandy             |
| 17                      | IDEC Sport                  | Oreca 07-Gibson          | M                   | ELMS                | Jonathan Kennard        | Patrick Pilet             | Kyle Tilley            |
| 21                      | DragonSpeed USA             | Oreca 07-Gibson          | M                   | ELMS                | Timothé Buret           | Juan Pablo Montoya        | Memo Rojas             |
| 22                      | United Autosports           | Oreca 07-Gibson          | M                   | WEC                 | Filipe Albuquerque      | Philip Hanson             | Paul di Resta          |
| 24                      | Nielsen Racing              | Oreca 07-Gibson          | M                   | ALMS                | Garett Grist            | Alex Kapadia              | Tony Wells             |
| 25                      | Algarve Pro Racing          | Oreca 07-Gibson          | G                   | ELMS                | John Falb               | Matt McMurry              | Simon Trummer          |
| 26                      | G-Drive Racing              | Aurus 01-Gibson          | M                   | ELMS                | Roman Ruszinov          | Jean-Éric Vergne          | Mikkel Jensen          |
| 27                      | DragonSpeed USA             | Oreca 07-Gibson          | M                   | WTSC                | Ben Hanley              | Henrik Hedman             | Renger van der Zande   |
| 28                      | IDEC Sport                  | Oreca 07-Gibson          | M                   | ELMS                | Richard Bradley         | Paul-Loup Chatin          | Paul Lafargue          |
| 29                      | Racing Team Nederland       | Oreca 07-Gibson          | M                   | WEC                 | Frits van Eerd          | Giedo van der Garde       | Nyck de Vries          |
| 30                      | Duqueine Team               | Oreca 07-Gibson          | M                   | ELMS                | Tristan Gommendy        | Jonathan Hirschi          | Konstantin Terescsenko |
| 31                      | Panis Racing                | Oreca 07-Gibson          | G                   | ELMS                | Julien Canal            | Nico Jamin                | Matthieu Vaxiviere     |
| 32                      | United Autosports           | Oreca 07-Gibson          | M                   | ELMS                | Alex Brundle            | Will Owen                 | Job van Uitert         |
| 33                      | High Class Racing           | Oreca 07-Gibson          | M                   | WEC                 | Anders Fjordbach        | Mark Patterson            | Jamasita Kenta         |
| 34                      | Inter Europol Competition   | Ligier JS P217-Gibson    | M                   | ELMS                | René Binder             | Jakub Śmiechowski         | Matyevosz Iszakjan     |
| 35                      | Eurasia Motorsport          | Ligier JS P217-Gibson    | M                   | ALMS                | Nick Foster             | Roberto Merhi             | Jamanaka Nobuja        |
| 36                      | Signatech Alpine Elf        | Alpine A470-Gibson       | M                   | WEC                 | Thomas Laurent          | André Negrão              | Pierre Ragues          |
| 37                      | Jackie Chan DC Racing       | Oreca 07-Gibson          | G                   | WEC                 | Gabriel Aubry           | Will Stevens              | Ho-Pin Tung            |
| 38                      | Jota Sport                  | Oreca 07-Gibson          | G                   | WEC                 | António Félix da Costa  | Anthony Davidson          | Roberto González       |
| 39                      | SO24-HAS By Graff           | Oreca 07-Gibson          | M                   | ELMS                | James Allen             | Vincent Capillaire        | Charles Milesi         |
| 42                      | Cool Racing                 | Oreca 07-Gibson          | M                   | WEC                 | Antonin Borga           | Alexandre Coigny          | Nicolas Lapierre       |
| 47                      | Cetilar Racing              | Dallara P217-Gibson      | M                   | WEC                 | Andrea Belicchi         | Roberto Lacorte           | Giorgio Sernagiotto    |
| 50                      | Richard Mille Racing Team   | Oreca 07-Gibson          | M                   | ELMS                | Tatiana Calderón        | Sophia Flörsch            | Beitske Visser         |
| LMGTE Pro (8 résztvevő) |                             |                          |                     |                     |                         |                           |                        |
| 51                      | AF Corse                    | Ferrari 488 GTE Evo      | M                   | WEC                 | James Calado            | Alessandro Pier Guidi     | Daniel Serra           |
| 63                      | WeatherTech Racing          | Ferrari 488 GTE Evo      | M                   | WTSC                | Cooper MacNeil          | Jeff Segal                | Toni Vilander          |
| 71                      | AF Corse                    | Ferrari 488 GTE Evo      | M                   | WEC                 | Sam Bird                | Miguel Molina             | Davide Rigon           |
| 82                      | Risi Competizione           | Ferrari 488 GTE Evo      | M                   | WTSC                | Sébastien Bourdais      | Jules Gounon              | Olivier Pla            |
| 91                      | Porsche GT Team             | Porsche 911 RSR-19       | M                   | WEC                 | Gianmaria Bruni         | Richard Lietz             | Frédéric Makowiecki    |
| 92                      | Porsche GT Team             | Porsche 911 RSR-19       | M                   | WEC                 | Michael Christensen     | Kévin Estre               | Laurens Vanthoor       |
| 95                      | Aston Martin Racing         | Aston Martin Vantage AMR | M                   | WEC                 | Marco Sørensen          | Nicki Thiim               | Richard Westbrook      |
| 97                      | Aston Martin Racing         | Aston Martin Vantage AMR | M                   | WEC                 | Alex Lynn               | Maxime Martin             | Harry Tincknell        |
| LMGTE Am (22 résztvevő) |                             |                          |                     |                     |                         |                           |                        |
| 52                      | AF Corse                    | Ferrari 488 GTE Evo      | M                   | ELMS                | Steffen Görig           | Christoph Ulrich          | Alexander West         |
| 54                      | AF Corse                    | Ferrari 488 GTE Evo      | M                   | WEC                 | Thomas Flohr            | Francesco Castellacci     | Giancarlo Fisichella   |
| 55                      | Spirit of Race              | [Ferrari 488 GTE Evo     | M                   | ELMS                | Duncan Cameron          | Matt Griffin              | Aaron Scott            |
| 56                      | Team Project 1              | Porsche 911 RSR          | M                   | WEC                 | Matteo Cairoli          | Egidio Perfetti           | Larry ten Voorde       |
| 57                      | Team Project 1              | Porsche 911 RSR          | M                   | WEC                 | Jeroen Bleekemolen      | Felipe Fraga              | Ben Keating            |
| 60                      | Iron Lynx                   | Ferrari 488 GTE Evo      | M                   | ELMS                | Sergio Pianezzola       | Paolo Ruberti             | Claudio Schiavoni      |
| 61                      | Luzich Racing               | Ferrari 488 GTE Evo      | M                   | ELMS                | Côme Ledogar            | Oswaldo Negri Jr.         | Francesco Piovanetti   |
| 62                      | Red River Sport             | Ferrari 488 GTE Evo      | M                   | WEC                 | Bonamy Grimes           | Charles Hollings          | Johnny Mowlem          |
| 66                      | JMW Motorsport              | Ferrari 488 GTE Evo      | M                   | ELMS                | Richard Heistand        | Jan Magnussen             | Max Root               |
| 70                      | MR Racing                   | Ferrari 488 GTE Evo      | M                   | WEC                 | Vincent Abril           | Cozzolino Kei             | Kimura Takesi          |
| 72                      | Hub Auto Racing             | Ferrari 488 GTE Evo      | M                   | ALMS                | Tom Blomqvist           | Morris Chen               | Marcos Gomes           |
| 75                      | Iron Lynx                   | Ferrari 488 GTE Evo      | M                   | 24LM                | Matteo Cressoni         | Rino Mastronardi          | Andrea Piccini         |
| 77                      | Dempsey-Proton Racing       | Porsche 911 RSR          | M                   | WEC                 | Matt Campbell           | Riccardo Pera             | Christian Ried         |
| 78                      | Proton Competition          | Porsche 911 RSR          | M                   | ELMS                | Michele Beretta         | Horst Felbermayr, Jr.     | Max van Splunteren     |
| 83                      | AF Corse                    | Ferrari 488 GTE Evo      | M                   | WEC                 | Emmanuel Collard        | Nicklas Nielsen           | François Perrodo       |
| 85                      | Iron Lynx                   | Ferrari 488 GTE Evo      | M                   | ELMS                | Rahel Frey              | Michelle Gatting          | Manuela Gostner        |
| 86                      | Gulf Racing                 | Porsche 911 RSR          | M                   | WEC                 | Ben Barker              | Michael Wainwright        | Andrew Watson          |
| 88                      | Dempsey-Proton Racing       | Porsche 911 RSR          | M                   | WEC                 | Dominique Bastien       | Adrien de Leener          | Thomas Preining        |
| 89                      | Team Project 1              | Porsche 911 RSR          | M                   | 24LM                | "Steve Brooks"          | Andreas Laskaratos        | Julien Piguet          |
| 90                      | TF Sport                    | Aston Martin Vantage AMR | M                   | WEC                 | Jonathan Adam           | Charlie Eastwood          | Salih Yoluç            |
| 98                      | Aston Martin Racing         | Aston Martin Vantage AMR | M                   | WEC                 | Paul Dalla Lana         | Augusto Farfus            | Ross Gunn              |
| 99                      | Dempsey-Proton Racing       | Porsche 911 RSR          | M                   | ELMS                | Julien Andlauer         | Vutthikorn Inthraphuvasak | Lucas Légeret          |

## Időmérő
A pole-pozíciók a kategóriákban félkövér betűkkel vannak jelölve.
| Poz. | Kategória | Csapat                        | Időmérő       | Hyperpole | Rajthely   |
| ---- | --------- | ----------------------------- | ------------- | --------- | ---------- |
| 1.   | LMP1      | #7 Toyota Gazoo Racing        | 3:17,089      | 3:15,267  | 1          |
| 2.   | LMP1      | #1 Rebellion Racing           | 3:21,598      | 3:15,822  | 2          |
| 3.   | LMP1      | #8 Toyota Gazoo Racing        | 3:17,336      | 3:16,649  | 3          |
| 4.   | LMP1.     | #3 Rebellion Racing           | 3:24,632      | 3:18,330  | 4          |
| 5.   | LMP1      | #4 ByKolles Racing Team       | 3:24,468      | 3:23,043  | 5          |
| 6.   | LMP2      | #22 United Autosports         | 3:27,148      | 3:24,528  | 6          |
| 7.   | LMP2      | #26 G-Drive Racing            | 3:27,366      | 3:24,860  | 7          |
| 8.   | LMP2      | #29 Racing Team Nederland     | 3:26,648      | 3:25,062  | 8          |
| 9.   | LMP2      | #33 High Class Racing         | 3:27,611      | 3:25,426  | 9          |
| 10.  | LMP2      | #32 United Autosports         | 3:27,598      | 3:25,671  | 10         |
| 11.  | LMP2      | #37 Jackie Chan DC Racing     | 3:27,097      | 3:25,785  | 11         |
| 12.  | LMP2      | #38 Jota                      | 3:27,728      |           | 12         |
| 13.  | LMP2      | #16 G-Drive Racing by Algarve | 3:27,767      |           | 13         |
| 14.  | LMP2      | #31 Panis Racing              | 3:27,791      |           | 14         |
| 15.  | LMP2      | #36 Signatech Alpine Elf      | 3:27,794      |           | 15         |
| 16.  | LMP2      | #27 DragonSpeed USA           | 3:27,913      |           | 16         |
| 17.  | LMP2      | #42 Cool Racing               | 3:28,509      |           | 17         |
| 18.  | LMP2      | #39 SO24-Has by Graff         | 3:28,574      |           | 18         |
| 19.  | LMP2      | #30 Duqueine Team             | 3:29,091      |           | 19         |
| 20.  | LMP2      | #25 Algarve Pro Racing        | 3:29,402      |           | 20         |
| 21   | LMP2      | #21 DragonSpeed USA           | 3:29,741      |           | 21         |
| 22.  | LMP2      | #47 Cetilar Racing            | 3:29,880      |           | 22         |
| 23.  | LMP2      | #35 Eurasia Motorsport        | 3:30.497      |           | 23         |
| 24.  | LMP2      | #24 Nielsen Racing            | 3:30,897      |           | 24         |
| 25.  | LMP2      | #50 Richard Mille Racing Team | 3:31,020      |           | 25         |
| 26.  | LMP2      | #34 Inter Europol Competition | 3:31,393      |           | 26         |
| 27.  | LMP2      | #11 EuroInternational         | 3:33,747      |           | 27         |
| 28.  | LMGTE Pro | #91 Porsche GT Team           | 3:52,036      | 3:50,874  | 28         |
| 29.  | LMGTE Pro | #51 AF Corse                  | 3:51,244      | 3:51,115  | 29         |
| 30.  | LMGTE Pro | #95 Aston Martin Racing       | 3:50,872      | 3:51,241  | 30         |
| 31.  | LMGTE Pro | #97 Aston Martin Racing       | 3:50,925      | 3:51,324  | 31         |
| 32.  | LMGTE Pro | #71 AF Corse                  | 3:51,988      | 3:51,515  | 32         |
| 33.  | LMGTE Pro | #92 Porsche GT Team           | 3:52,142      | 3:51,770  | 33         |
| 34.  | LMGTE Pro | #63 WeatherTech Racing        | 3:52,508      |           | 34         |
| 35.  | LMGTE Am  | #61 Luzich Racing             | 3:53,292      | 3:51,266  | 36         |
| 36.  | LMGTE Am  | #77 Dempsey-Proton Racing     | 3:53,334      | 3:51,322  | 37         |
| 37.  | LMGTE Am  | #56 Team Project 1            | 3:53,598      | 3:51,647  | 38         |
| 38.  | LMGTE Am  | #98 Aston Martin Racing       | 3:52,778      | 3:52,105  | 39         |
| 39.  | LMGTE Am  | #90 TF Sport                  | 3:52,961      | 3:52,299  | 40         |
| 40.  | LMGTE Am  | #86 Gulf Racing               | 3:52,970      | 3:52,346  | 41         |
| 41.  | LMGTE Am  | #83 AF Corse                  | 3:53,621      |           | 42         |
| 42.  | LMGTE Am  | #99 Dempsey-Proton Racing     | 3:53,670      |           | 43         |
| 43.  | LMGTE Am  | #57 Team Project 1            | 3:53,838      |           | 44         |
| 44.  | LMGTE Am  | #54 AF Corse                  | 3:54,144      |           | 45         |
| 45.  | LMGTE Am  | #88 Dempsey-Proton Racing     | 3:54,281      |           | 46         |
| 46.  | LMGTE Am  | #70 MR Racing                 | 3:54,628      |           | 47         |
| 47.  | LMGTE Am  | #72 Hub Auto Racing           | 3:55,308      |           | 48         |
| 48.  | LMGTE Am  | #55 Spirit of Race            | 3:55,772      |           | 49         |
| 49.  | LMGTE Am  | #75 Iron Lynx                 | 3:56,141      |           | 50         |
| 50.  | LMGTE Am  | #66 JMW Motorsport            | 3:56,383      |           | 51         |
| 51.  | LMGTE Am  | #78 Proton Competition        | 3:56,475      |           | 52         |
| 52.  | LMGTE Am  | #85 Iron Lynx                 | 3:56,833      |           | 53         |
| 53.  | LMGTE Am  | #60 Iron Lynx                 | 3:57,876      |           | 54         |
| 54.  | LMGTE Am  | #62 Red River Sport           | 4:00,084      |           | 55         |
| 55.  | LMGTE Am  | #89 Team Project 1            | 4:00,691      |           | 56         |
| —    | LMGTE Pro | #82 Risi Competizione         | idő nélkül[a] |           | 35         |
| —    | LMGTE Am  | #52 AF Corse                  | idő nélkül[a] |           | 57         |
| —    | LMP2      | #17 IDEC Sport                | idő nélkül    |           | Boxutca[b] |
| —    | LMP2      | #28 IDEC Sport                | idő nélkül    |           | Boxutca[b] |

Megjegyzések:
- ↑ a:  A #82-es Risi Competizione és az #52-es AF Corse egység összes mért idejét törölték, amiért megszegték a parc fermé szabályokat.[24][25]
- ↑ b:  A #17-es és a A #28-as IDEC Sport egységei a boxutcából kellett megkezdjék a versenyt, amiért nem teljesítettek mért kört a kvalifikáció során.[26]

## A verseny
A résztvevőknek legalább a versenytáv 70%-át (270 kört) teljesíteniük kellett ahhoz, hogy az elért eredményüket értékeljék. A kategóriák leggyorsabb versenyzői vastaggal vannak kiemelve.
| Poz. | Kategória | #  | Csapat                    | Versenyzők                                               | Kasztni                       | Abroncs | Körök | Idő/Kiesés oka   |
| Poz. | Kategória | #  | Csapat                    | Versenyzők                                               | Motor                         | Abroncs | Körök | Idő/Kiesés oka   |
| ---- | --------- | -- | ------------------------- | -------------------------------------------------------- | ----------------------------- | ------- | ----- | ---------------- |
| 1.   | LMP1      | 8  | Toyota Gazoo Racing       | Sébastien Buemi Brendon Hartley Nakadzsima Kazuki        | Toyota TS050 Hybrid           | M       | 387   | 24:01:45,305     |
| 1.   | LMP1      | 8  | Toyota Gazoo Racing       | Sébastien Buemi Brendon Hartley Nakadzsima Kazuki        | Toyota 2.4 L Hybrid Turbo V6  | M       | 387   | 24:01:45,305     |
| 2.   | LMP1      | 1  | Rebellion Racing          | Gustavo Menezes Norman Nato Bruno Senna                  | Rebellion R13                 | M       | 382   | +5 kör           |
| 2.   | LMP1      | 1  | Rebellion Racing          | Gustavo Menezes Norman Nato Bruno Senna                  | Gibson GL458 4.5 L V8         | M       | 382   | +5 kör           |
| 3.   | LMP1      | 7  | Toyota Gazoo Racing       | Mike Conway Kobajasi Kamui José María López              | Toyota TS050 Hybrid           | M       | 381   | +6 kör           |
| 3.   | LMP1      | 7  | Toyota Gazoo Racing       | Mike Conway Kobajasi Kamui José María López              | Toyota 2.4 L Hybrid Turbo V6  | M       | 381   | +6 kör           |
| 4.   | LMP1      | 3  | Rebellion Racing          | Nathanaël Berthon Louis Delétraz Romain Dumas            | Rebellion R13                 | M       | 381   | +6 kör           |
| 4.   | LMP1      | 3  | Rebellion Racing          | Nathanaël Berthon Louis Delétraz Romain Dumas            | Gibson GL458 4.5 L V8         | M       | 381   | +6 kör           |
| 5.   | LMP2      | 22 | United Autosports         | Filipe Albuquerque Philip Hanson Paul di Resta           | Oreca 07                      | M       | 370   | +17 kör          |
| 5.   | LMP2      | 22 | United Autosports         | Filipe Albuquerque Philip Hanson Paul di Resta           | Gibson GK428 4.2 L V8         | M       | 370   | +17 kör          |
| 6.   | LMP2      | 38 | Jota                      | António Félix da Costa Anthony Davidson Roberto González | Oreca 07                      | G       | 370   | +17 kör          |
| 6.   | LMP2      | 38 | Jota                      | António Félix da Costa Anthony Davidson Roberto González | Gibson GK428 4.2 L V8         | G       | 370   | +17 kör          |
| 7.   | LMP2      | 31 | Panis Racing              | Julien Canal Nico Jamin Matthieu Vaxivière               | Oreca 07                      | G       | 368   | +19 kör          |
| 7.   | LMP2      | 31 | Panis Racing              | Julien Canal Nico Jamin Matthieu Vaxivière               | Gibson GK428 4.2 L V8         | G       | 368   | +19 kör          |
| 8.   | LMP2      | 36 | Signatech Alpine Elf      | Thomas Laurent André Negrão Pierre Ragues                | Alpine A470                   | M       | 367   | +20 kör          |
| 8.   | LMP2      | 36 | Signatech Alpine Elf      | Thomas Laurent André Negrão Pierre Ragues                | Gibson GK428 4.2 L V8         | M       | 367   | +20 kör          |
| 9.   | LMP2      | 26 | G-Drive Racing            | Mikkel Jensen Roman Ruszinov Jean-Éric Vergne            | Aurus 01                      | M       | 367   | +20 kör          |
| 9.   | LMP2      | 26 | G-Drive Racing            | Mikkel Jensen Roman Ruszinov Jean-Éric Vergne            | Gibson GK428 4.2 L V8         | M       | 367   | +20 kör          |
| 10.  | LMP2      | 28 | IDEC Sport                | Richard Bradley Paul-Loup Chatin Paul Lafargue           | Oreca 07                      | M       | 366   | +21 kör          |
| 10.  | LMP2      | 28 | IDEC Sport                | Richard Bradley Paul-Loup Chatin Paul Lafargue           | Gibson GK428 4.2 L V8         | M       | 366   | +21 kör          |
| 11.  | LMP2      | 25 | Algarve Pro Racing        | John Falb Matt McMurry Simon Trummer                     | Oreca 07                      | G       | 365   | +22 kör          |
| 11.  | LMP2      | 25 | Algarve Pro Racing        | John Falb Matt McMurry Simon Trummer                     | Gibson GK428 4.2 L V8         | G       | 365   | +22 kör          |
| 12.  | LMP2      | 42 | Cool Racing               | Antonin Borga Alexandre Coigny Nicolas Lapierre          | Oreca 07                      | M       | 365   | +22 kör          |
| 12.  | LMP2      | 42 | Cool Racing               | Antonin Borga Alexandre Coigny Nicolas Lapierre          | Gibson GK428 4.2 L V8         | M       | 365   | +22 kör          |
| 13.  | LMP2      | 50 | Richard Mille Racing Team | Tatiana Calderón Sophia Flörsch Beitske Visser           | Oreca 07                      | M       | 364   | +23 kör          |
| 13.  | LMP2      | 50 | Richard Mille Racing Team | Tatiana Calderón Sophia Flörsch Beitske Visser           | Gibson GK428 4.2 L V8         | M       | 364   | +23 kör          |
| 14.  | LMP2      | 47 | Cetilar Racing            | Andrea Belicchi Roberto Lacorte Giorgio Sernagiotto      | Dallara P217                  | M       | 363   | +24 kör          |
| 14.  | LMP2      | 47 | Cetilar Racing            | Andrea Belicchi Roberto Lacorte Giorgio Sernagiotto      | Gibson GK428 4.2 L V8         | M       | 363   | +24 kör          |
| 15.  | LMP2      | 17 | IDEC Sport                | Jonathan Kennard Patrick Pilet Kyle Tilley               | Oreca 07                      | M       | 363   | +24 kör          |
| 15.  | LMP2      | 17 | IDEC Sport                | Jonathan Kennard Patrick Pilet Kyle Tilley               | Gibson GK428 4.2 L V8         | M       | 363   | +24 kör          |
| 16.  | LMP2      | 27 | DragonSpeed USA           | Ben Hanley Henrik Hedman Renger van der Zande            | Oreca 07                      | M       | 361   | +26 kör          |
| 16.  | LMP2      | 27 | DragonSpeed USA           | Ben Hanley Henrik Hedman Renger van der Zande            | Gibson GK428 4.2 L V8         | M       | 361   | +26 kör          |
| 17.  | LMP2      | 32 | United Autosports         | Alex Brundle Will Owen Job van Uitert                    | Oreca 07                      | M       | 359   | +28 kör          |
| 17.  | LMP2      | 32 | United Autosports         | Alex Brundle Will Owen Job van Uitert                    | Gibson GK428 4.2 L V8         | M       | 359   | +28 kör          |
| 18.  | LMP2      | 35 | Eurasia Motorsport        | Nick Foster Roberto Merhi Jamanaka Nobuja                | Ligier JS P217                | M       | 351   | +36 kör          |
| 18.  | LMP2      | 35 | Eurasia Motorsport        | Nick Foster Roberto Merhi Jamanaka Nobuja                | Gibson GK428 4.2 L V8         | M       | 351   | +36 kör          |
| 19.  | LMP2      | 29 | Racing Team Nederland     | Frits van Eerd Giedo van der Garde Nyck de Vries         | Oreca 07                      | M       | 349   | +38 kör          |
| 19.  | LMP2      | 29 | Racing Team Nederland     | Frits van Eerd Giedo van der Garde Nyck de Vries         | Gibson GK428 4.2 L V8         | M       | 349   | +38 kör          |
| 20.  | LMGTE Pro | 97 | Aston Martin Racing       | Alex Lynn Maxime Martin Harry Tincknell                  | Aston Martin Vantage AMR      | M       | 346   | +41 kör          |
| 20.  | LMGTE Pro | 97 | Aston Martin Racing       | Alex Lynn Maxime Martin Harry Tincknell                  | Aston Martin 4.5 L Turbo V8   | M       | 346   | +41 kör          |
| 21.  | LMGTE Pro | 51 | AF Corse                  | James Calado Alessandro Pier Guidi Daniel Serra          | Ferrari 488 GTE Evo           | M       | 346   | +41 kör          |
| 21.  | LMGTE Pro | 51 | AF Corse                  | James Calado Alessandro Pier Guidi Daniel Serra          | Ferrari F154CB 3.9 L Turbo V8 | M       | 346   | +41 kör          |
| 22.  | LMGTE Pro | 95 | Aston Martin Racing       | Marco Sørensen Nicki Thiim Richard Westbrook             | Aston Martin Vantage AMR      | M       | 343   | +44 kör          |
| 22.  | LMGTE Pro | 95 | Aston Martin Racing       | Marco Sørensen Nicki Thiim Richard Westbrook             | Aston Martin 4.5 L Turbo V8   | M       | 343   | +44 kör          |
| 23.  | LMGTE Pro | 82 | Risi Competizione         | Sébastien Bourdais Jules Gounon Olivier Pla              | Ferrari 488 GTE Evo           | M       | 339   | +48 kör          |
| 23.  | LMGTE Pro | 82 | Risi Competizione         | Sébastien Bourdais Jules Gounon Olivier Pla              | Ferrari F154CB 3.9 L Turbo V8 | M       | 339   | +48 kör          |
| 24.  | LMGTE Am  | 90 | TF Sport                  | Jonathan Adam Charlie Eastwood Salih Yoluç               | Aston Martin Vantage AMR      | M       | 339   | +48 kör          |
| 24.  | LMGTE Am  | 90 | TF Sport                  | Jonathan Adam Charlie Eastwood Salih Yoluç               | Aston Martin 4.5 L Turbo V8   | M       | 339   | +48 kör          |
| 25.  | LMGTE Am  | 77 | Dempsey-Proton Racing     | Matt Campbell Riccardo Pera Christian Ried               | Porsche 911 RSR               | M       | 339   | +48 kör          |
| 25.  | LMGTE Am  | 77 | Dempsey-Proton Racing     | Matt Campbell Riccardo Pera Christian Ried               | Porsche 4.0 L Flat-6          | M       | 339   | +48 kör          |
| 26.  | LMGTE Am  | 83 | AF Corse                  | Emmanuel Collard Nicklas Nielsen François Perrodo        | Ferrari 488 GTE Evo           | M       | 339   | +48 kör          |
| 26.  | LMGTE Am  | 83 | AF Corse                  | Emmanuel Collard Nicklas Nielsen François Perrodo        | Ferrari F154CB 3.9 L Turbo V8 | M       | 339   | +48 kör          |
| 27.  | LMGTE Am  | 56 | Team Project 1            | Matteo Carioli Egidio Perfetti Larry ten Voorde          | Porsche 911 RSR               | M       | 339   | +48 kör          |
| 27.  | LMGTE Am  | 56 | Team Project 1            | Matteo Carioli Egidio Perfetti Larry ten Voorde          | Porsche 4.0 L Flat-6          | M       | 339   | +48 kör          |
| 28.  | LMP2      | 24 | Nielsen Racing            | Garett Grist Alex Kapadia Anthony Wells                  | Oreca 07                      | M       | 338   | +49 kör          |
| 28.  | LMP2      | 24 | Nielsen Racing            | Garett Grist Alex Kapadia Anthony Wells                  | Gibson GK428 4.2 L V8         | M       | 338   | +49 kör          |
| 29.  | LMGTE Am  | 86 | Gulf Racing               | Benjamin Barker Michael Wainwright Andrew Watson         | Porsche 911 RSR               | M       | 337   | +50 kör          |
| 29.  | LMGTE Am  | 86 | Gulf Racing               | Benjamin Barker Michael Wainwright Andrew Watson         | Porsche 4.0 L Flat-6          | M       | 337   | +50 kör          |
| 30.  | LMGTE Am  | 66 | JMW Motorsport            | Richard Heistand Jan Magnussen Max Root                  | Ferrari 488 GTE Evo           | M       | 335   | +52 kör          |
| 30.  | LMGTE Am  | 66 | JMW Motorsport            | Richard Heistand Jan Magnussen Max Root                  | Ferrari F154CB 3.9 L Turbo V8 | M       | 335   | +52 kör          |
| 31.  | LMGTE Pro | 91 | Porsche GT Team           | Gianmaria Bruni Richard Lietz Frédéric Makowiecki        | Porsche 911 RSR-19            | M       | 335   | +52 kör          |
| 31.  | LMGTE Pro | 91 | Porsche GT Team           | Gianmaria Bruni Richard Lietz Frédéric Makowiecki        | Porsche 4.2 L Flat-6          | M       | 335   | +52 kör          |
| 32.  | LMGTE Am  | 61 | Luzich Racing             | Côme Ledogar Oswaldo Negri Jr. Francesco Piovanetti      | Ferrari 488 GTE Evo           | M       | 335   | +52 kör          |
| 32.  | LMGTE Am  | 61 | Luzich Racing             | Côme Ledogar Oswaldo Negri Jr. Francesco Piovanetti      | Ferrari F154CB 3.9 L Turbo V8 | M       | 335   | +52 kör          |
| 33.  | LMGTE Am  | 98 | Aston Martin Racing       | Paul Dalla Lana Augusto Farfus Ross Gunn                 | Aston Martin Vantage AMR      | M       | 333   | +54 kör          |
| 33.  | LMGTE Am  | 98 | Aston Martin Racing       | Paul Dalla Lana Augusto Farfus Ross Gunn                 | Aston Martin 4.5 L Turbo V8   | M       | 333   | +54 kör          |
| 34.  | LMGTE Am  | 85 | Iron Lynx                 | Rahel Frey Michelle Gatting Manuela Gostner              | Ferrari 488 GTE Evo           | M       | 332   | +55 kör          |
| 34.  | LMGTE Am  | 85 | Iron Lynx                 | Rahel Frey Michelle Gatting Manuela Gostner              | Ferrari F154CB 3.9 L Turbo V8 | M       | 332   | +55 kör          |
| 35.  | LMGTE Pro | 92 | Porsche GT Team           | Michael Christensen Kévin Estre Laurens Vanthoor         | Porsche 911 RSR-19            | M       | 331   | +56 kör          |
| 35.  | LMGTE Pro | 92 | Porsche GT Team           | Michael Christensen Kévin Estre Laurens Vanthoor         | Porsche 4.2 L Flat-6          | M       | 331   | +56 kör          |
| 36.  | LMGTE Am  | 99 | Dempsey-Proton Racing     | Julien Andlauer Vutthikorn Inthraphuvasak Lucas Légeret  | Porsche 911 RSR               | M       | 331   | +56 kör          |
| 36.  | LMGTE Am  | 99 | Dempsey-Proton Racing     | Julien Andlauer Vutthikorn Inthraphuvasak Lucas Légeret  | Porsche 4.0 L Flat-6          | M       | 331   | +56 kör          |
| 37.  | LMGTE Am  | 60 | Iron Lynx                 | Sergio Pianazzola Paolo Ruberti Claudio Schiavoni        | Ferrari 488 GTE Evo           | M       | 331   | +56 kör          |
| 37.  | LMGTE Am  | 60 | Iron Lynx                 | Sergio Pianazzola Paolo Ruberti Claudio Schiavoni        | Ferrari F154CB 3.9 L Turbo V8 | M       | 331   | +56 kör          |
| 38.  | LMGTE Am  | 78 | Proton Competition        | Michele Beretta Horst Felbermayr Jr. Max van Splunteren  | Porsche 911 RSR               | M       | 330   | +57 kör          |
| 38.  | LMGTE Am  | 78 | Proton Competition        | Michele Beretta Horst Felbermayr Jr. Max van Splunteren  | Porsche 4.0 L Flat-6          | M       | 330   | +57 kör          |
| 39.  | LMGTE Am  | 54 | AF Corse                  | Francesco Castellaci Giancarlo Fisichella Thomas Flohr   | Ferrari 488 GTE Evo           | M       | 330   | +57 kör          |
| 39.  | LMGTE Am  | 54 | AF Corse                  | Francesco Castellaci Giancarlo Fisichella Thomas Flohr   | Ferrari F154CB 3.9 L Turbo V8 | M       | 330   | +57 kör          |
| 40.  | LMGTE Am  | 57 | Team Project 1            | Jeroen Bleekemolen Felipe Fraga Ben Keating              | Porsche 911 RSR               | M       | 326   | +61 kör          |
| 40.  | LMGTE Am  | 57 | Team Project 1            | Jeroen Bleekemolen Felipe Fraga Ben Keating              | Porsche 4.0 L Flat-6          | M       | 326   | +61 kör          |
| 41.  | LMGTE Am  | 62 | Red River Racing          | Bonamy Grimes Charles Hollings Johnny Mowlem             | Ferrari 488 GTE Evo           | M       | 325   | +62 kör          |
| 41.  | LMGTE Am  | 62 | Red River Racing          | Bonamy Grimes Charles Hollings Johnny Mowlem             | Ferrari F154CB 3.9 L Turbo V8 | M       | 325   | +62 kör          |
| 42.  | LMP2      | 34 | Inter Europol Competition | René Binder Matyevosz Iszakjan Jakub Śmiechowski         | Ligier JS P217                | M       | 316   | +71 kör          |
| 42.  | LMP2      | 34 | Inter Europol Competition | René Binder Matyevosz Iszakjan Jakub Śmiechowski         | Gibson GK428 4.2 L V8         | M       | 316   | +71 kör          |
| 43.  | LMGTE Am  | 89 | Team Project 1            | "Steve Brooks" Andreas Laskaratos Julien Piguet          | Porsche 911 RSR               | M       | 313   | +74 kör          |
| 43.  | LMGTE Am  | 89 | Team Project 1            | "Steve Brooks" Andreas Laskaratos Julien Piguet          | Porsche 4.0 L Flat-6          | M       | 313   | +74 kör          |
| Hn   | LMGTE Pro | 71 | AF Corse                  | Sam Bird Miguel Molina Davide Rigon                      | Ferrari 488 GTE Evo           | M       | 340   | nem értékelt     |
| Hn   | LMGTE Pro | 71 | AF Corse                  | Sam Bird Miguel Molina Davide Rigon                      | Ferrari F154CB 3.9 L Turbo V8 | M       | 340   | nem értékelt     |
| Hn   | LMGTE Am  | 88 | Dempsey-Proton Racing     | Dominique Bastien Adrien de Leener Thomas Preining       | Porsche 911 RSR               | M       | 238   | nem értékelt     |
| Hn   | LMGTE Am  | 88 | Dempsey-Proton Racing     | Dominique Bastien Adrien de Leener Thomas Preining       | Porsche 4.0 L Flat-6          | M       | 238   | nem értékelt     |
| Ki   | LMP2      | 39 | SO24-Has by Graff         | James Allen Vincent Capillaire Charles Milesi            | Oreca 07                      | M       | 357   | ütközés          |
| Ki   | LMP2      | 39 | SO24-Has by Graff         | James Allen Vincent Capillaire Charles Milesi            | Gibson GK428 4.2 L V8         | M       | 357   | ütközés          |
| Ki   | LMGTE Am  | 72 | Hub Auto Racing           | Tom Blomqvist Morris Chen Marcos Gomes                   | Ferrari 488 GTE Evo           | M       | 273   | motor            |
| Ki   | LMGTE Am  | 72 | Hub Auto Racing           | Tom Blomqvist Morris Chen Marcos Gomes                   | Ferrari F154CB 3.9 L Turbo V8 | M       | 273   | motor            |
| Ki   | LMGTE Am  | 75 | Iron Lynx                 | Matteo Cressoni Rino Mastronardi Andrea Piccini          | Ferrari 488 GTE Evo           | M       | 211   | tűz              |
| Ki   | LMGTE Am  | 75 | Iron Lynx                 | Matteo Cressoni Rino Mastronardi Andrea Piccini          | Ferrari F154CB 3.9 L Turbo V8 | M       | 211   | tűz              |
| Ki   | LMP2      | 21 | DragonSpeed USA           | Timothé Buret Juan Pablo Montoya Memo Rojas              | Oreca 07                      | M       | 192   |                  |
| Ki   | LMP2      | 21 | DragonSpeed USA           | Timothé Buret Juan Pablo Montoya Memo Rojas              | Gibson GK428 4.2 L V8         | M       | 192   |                  |
| Ki   | LMGTE Pro | 63 | WeatherTech Racing        | Cooper MacNeil Jeff Segal Toni Vilander                  | Ferrari 488 GTE Evo           | M       | 185   | ütközési sérülés |
| Ki   | LMGTE Pro | 63 | WeatherTech Racing        | Cooper MacNeil Jeff Segal Toni Vilander                  | Ferrari F154CB 3.9 L Turbo V8 | M       | 185   | ütközési sérülés |
| Ki   | LMGTE Am  | 70 | MR Racing                 | Vincent Abril Cozzolino Kei Kimura Takesi                | Ferrari 488 GTE Evo           | M       | 172   | felfüggesztés    |
| Ki   | LMGTE Am  | 70 | MR Racing                 | Vincent Abril Cozzolino Kei Kimura Takesi                | Ferrari F154CB 3.9 L Turbo V8 | M       | 172   | felfüggesztés    |
| Ki   | LMP2      | 16 | G-Drive Racing by Algarve | Ryan Cullen Oliver Jarvis Nick Tandy                     | Aurus 01                      | G       | 105   | elektronika      |
| Ki   | LMP2      | 16 | G-Drive Racing by Algarve | Ryan Cullen Oliver Jarvis Nick Tandy                     | Gibson GK428 4.2 L V8         | G       | 105   | elektronika      |
| Ki   | LMP2      | 30 | Duqueine Team             | Tristan Gommendy Jonathan Hirschi Konstantin Terescsenko | Oreca 07                      | M       | 100   | ütközés          |
| Ki   | LMP2      | 30 | Duqueine Team             | Tristan Gommendy Jonathan Hirschi Konstantin Terescsenko | Gibson GK428 4.2 L V8         | M       | 100   | ütközés          |
| Ki   | LMP1      | 4  | ByKolles Racing Team      | Tom Dillmann Bruno Spengler Oliver Webb                  | ENSO CLM P1/01                | M       | 97    | karosszéria      |
| Ki   | LMP1      | 4  | ByKolles Racing Team      | Tom Dillmann Bruno Spengler Oliver Webb                  | Gibson GL458 4.5 L V8         | M       | 97    | karosszéria      |
| Ki   | LMP2      | 33 | High Class Racing         | Anders Fjordbach Mark Patterson Jamasita Kenta           | Oreca 07                      | M       | 88    | váltó            |
| Ki   | LMP2      | 33 | High Class Racing         | Anders Fjordbach Mark Patterson Jamasita Kenta           | Gibson GK428 4.2 L V8         | M       | 88    | váltó            |
| Ki   | LMGTE Am  | 52 | AF Corse                  | Steffen Görig Christoph Ulrich Alexander West            | Ferrari 488 GTE Evo           | M       | 80    | ütközés          |
| Ki   | LMGTE Am  | 52 | AF Corse                  | Steffen Görig Christoph Ulrich Alexander West            | Ferrari F154CB 3.9 L Turbo V8 | M       | 80    | ütközés          |
| Ki   | LMGTE Am  | 55 | Spirit of Race            | Duncan Cameron Matt Griffin Aaron Scott                  | Ferrari 488 GTE Evo           | M       | 78    | defekt           |
| Ki   | LMGTE Am  | 55 | Spirit of Race            | Duncan Cameron Matt Griffin Aaron Scott                  | Ferrari F154CB 3.9 L Turbo V8 | M       | 78    | defekt           |
| Ki   | LMP2      | 11 | EuroInternational         | Christophe d'Ansembourg Erik Maris Adrien Tambay         | Ligier JS P217                | M       | 26    | generátor        |
| Ki   | LMP2      | 11 | EuroInternational         | Christophe d'Ansembourg Erik Maris Adrien Tambay         | Gibson GK428 4.2 L V8         | M       | 26    | generátor        |
| Kiz  | LMP2      | 37 | Jackie Chan DC Racing     | Gabriel Aubry Will Stevens Ho-Pin Tung                   | Oreca 07                      | G       | 141   | kizárva          |
| Kiz  | LMP2      | 37 | Jackie Chan DC Racing     | Gabriel Aubry Will Stevens Ho-Pin Tung                   | Gibson GK428 4.2 L V8         | G       | 141   | kizárva          |

## A világbajnokság állása a verseny után
LMP (Teljes táblázat)
| H  | Versenyzők                                        | Pont | H  | Konstruktőrök       | Pont |
| -- | ------------------------------------------------- | ---- | -- | ------------------- | ---- |
| 1. | Sébastien Buemi Nakadzsima Kazuki Brendon Hartley | 175  | 1. | Toyota Gazoo Racing | 202  |
| 2. | Mike Conway Kobajasi Kamui José María López       | 168  | 2. | Rebellion Racing    | 145  |
| 3. | Bruno Senna Gustavo Menezes Norman Nato           | 145  | 3. | Team LNT            | 29   |
| 4. | Filipe Albuquerque Philip Hanson                  | 78   |    |                     |      |
| 5. | Paul di Resta                                     | 70   |    |                     |      |

LMP2 (Teljes táblázat)
| H  | Versenyzők                              | Pont | H  | Konstruktőrök         | Pont |
| -- | --------------------------------------- | ---- | -- | --------------------- | ---- |
| 1. | Filipe Albuquerque Philip Hanson        | 171  | 1. | United Autosports     | 171  |
| 2. | Paul di Resta                           | 156  | 2. | Jota Sport            | 125  |
| 3. | António Félix da Costa Roberto González | 125  | 3. | Racing Team Nederland | 107  |
| 4. | Anthony Davidson                        | 115  | 4. | Cool Racing           | 103  |
| 5. | Giedo van der Garde Frits van Eerd      | 107  | 5. | Jackie Chan DC Racing | 98   |

LMGTE  (Teljes táblázat)
| H  | Versenyzők                         | Pont | H  | Konstruktőrök | Pont |
| -- | ---------------------------------- | ---- | -- | ------------- | ---- |
| 1. | Marco Sørensen Nicki Thiim         | 157  | 1. | Aston Martin  | 299  |
| 2. | Alex Lynn Maxime Martin            | 142  | 2. | Porsche       | 223  |
| 3. | James Calado Alessandro Pier Guidi | 131  | 3. | Ferrari       | 218  |
| 4. | Michael Christensen Kévin Estre    | 109  |    |               |      |
| 5. | Gianmaria Bruni Richard Lietz      | 84   |    |               |      |

LMGTE Am (Teljes táblázat)
| H  | Versenyzők                                        | Pont | H  | Konstruktőrök         | Pont |
| -- | ------------------------------------------------- | ---- | -- | --------------------- | ---- |
| 1. | Jonathan Adam Charlie Eastwood Salih Yoluç        | 148  | 1. | TF Sport              | 148  |
| 2. | Emmanuel Collard Nicklas Nielsen François Perrodo | 140  | 2. | AF Corse              | 140  |
| 3. | Matt Campbell Riccardo Pera Christian Ried        | 98,5 | 3. | Dempsey-Proton Racing | 98,5 |
| 4. | Paul Dalla Lana Ross Gunn                         | 96,5 | 4. | Aston Martin Racing   | 96,5 |
| 5. | Jeroen Bleekemolen Ben Keating                    | 89,5 | 5. | Team Project 1        | 89,5 |

- Jegyzet: Csak az első 5 helyezett van feltüntetve minden táblázatban.